# Colfax (Waszyngton)
Colfax – miasto w Stanach Zjednoczonych, w stanie Waszyngton, siedziba administracyjna hrabstwa Whitman.